# حكومة المديرين الفرنسية 1795–1799
حكومة المديرين أو مجلس الإدارة أو حكومة الإدارة هو نظام سياسي فرنسي إداري اعتمد من قبل الجمهورية الفرنسية الأولى، من 26 أكتوبر 1795 إلى 9 نوفمبر 1799. استوحي اسمه من كلمة "directoire" أي «الدليل» وهي مجموعة تتشكل من خمسة مديرين، رؤساء حكومات تتوزع بينهم السلطة التنفيذية والوزارات، لتجنب الاستبداد والتحكم في السلطة، ومقرهم في قصر لوكسمبورغ.
قام النظام من قبل الجمهوريين المعتدلين على أعقاب اتفاقية ترميدور. بإلهام من البرجوازية، التي تثريها المضاربة على الممتلكات الوطنية والتنازل، الذي أعاد نظام الاقتراع الذي يمكن من خلاله انتخاب أعضاء المجلسين التشريعيين وهما: مجلس الخمسمئة ومجلس الشيوخ. وقد تميز النظام الاجتماعي بالتغيير السنوي لثلث أعضاء المجلسين وبتغير واحد من المدراء الخمسة.
خلال السنوات الأربع من عمرها، واجهت حكومة المدراء العديد من مؤامرات أنصار الملكية واليعاقبة على حد سواء، مثل: (مؤامرة المتساوون) التي حدثت عام 1796. كما أن الانتخابات السنوية كانت تشكل بالنسبة للحكومة نوعاً من التنازلات، لذا توجب عليها القيام بالعديد من الانقلابات لحماية النظام العام من المخاطر. مثل: انقلاب فروكتيدور ضد الأغلبية الملكية المنتخبة حديثاً.
تعرضت الحكومة لانتقادات مستمرة، وتنامت المطالبة بمراجعة دستور السنة الثالثة. وكان من بين مراجعي الدستور أمانويل سييس، الذي سيصبح مديراً من مدراء الحكومة، وأحد المخططين لانقلاب 18 برومير 1799، الذي سيطيح بحكومة المديرين، ويوجد بدلاً عنها حكومة القناصل.
تعتبر حكومة المديرين فترة انتقالية في تاريخ فرنسا، وعهداً لأحداث عسكرية هامة. حيث واجهت فرنسا النمسا أثناء الحملة الإيطالية، وواجهتها مرة أخرى بعد تشكيل الحلف الثاني. ومن الأحداث العسكرية الأخرى الحملة الفرنسية الجريئة على مصر، التي أنيطت قيادتها بنابليون بونابرت. نظمت حكومة المديرين الإدارة بشكل جيد، وأحدثت تنظيماً اقتصاديا سيعود بالنفع على الحكومات المستقبلية في فرنسا. أما على المستوى الثقافي فلم تنجح في نشر الثقافة الجمهورية، على الرغم من كل التدابير التي اتخذتها. بالمقابل إزداد التوجه الديني بين أوساط الفرنسيين.